# Дружбинское сельское поселение (Хабаровский край)
Дру́жбинское се́льское поселе́ние — муниципальное образование в Хабаровском районе Хабаровского края Российской Федерации. Образовано в 2004 году. 
Административный центр — село Дружба. 

## Население
| 2010  | 2011  | 2012  | 2013  | 2014  | 2015  | 2016  |
| ----- | ----- | ----- | ----- | ----- | ----- | ----- |
| 2095  | ↗2102 | ↗2111 | ↘2032 | ↗2046 | ↘2038 | ↘2018 |
| 2017  | 2018  | 2019  | 2020  | 2021  | 2024  | 2025  |
| ↗2030 | ↗2054 | ↘2011 | ↘1967 | ↗2035 | ↘2005 | ↘1968 |

Население по данным 2011 года — 2102 человека.

## Населённые пункты
В состав поселения входят 2 населённых пункта:
| № | Населённый пункт | Тип  | Население |
| - | ---------------- | ---- | --------- |
| 1 | Дружба           | село | ↘1921     |
| 2 | Лесное           | село | ↘114      |